# Hrabstwo Montgomery (Missouri)
Hrabstwo Montgomery (ang. Montgomery County) – hrabstwo w stanie Missouri w Stanach Zjednoczonych. Obszar całkowity hrabstwa obejmuje powierzchnię 540,34 mil2 (1 399 km²). Według danych z 2010 r. hrabstwo miało 12 236 mieszkańców. Hrabstwo powstało w 1820 roku i  nosi imię Richarda Montgomery’ego – generała wojny o niepodległość Stanów Zjednoczonych poległego w bitwie pod Quebekiem.

## Sąsiednie hrabstwa
- Hrabstwo Audrain (północny zachód)
- Hrabstwo Pike (północny wschód)
- Hrabstwo Lincoln (wschód)
- Hrabstwo Warren (południowy wschód)
- Hrabstwo Gasconade (południe)
- Hrabstwo Callaway (zachód)

## Miasta
- Bellflower
- High Hill
- Jonesburg
- McKittrick
- Middletown
- Montgomery City
- New Florence
- Wellsville

## CDP
- Big Spring
- Danville
- Rhineland (wioska)